# Sand Coulee
Sand Coulee é uma região censitária e uma comunidade não incorporada localizada no condado de Cascade, estado de Montana, nos Estados Unidos.  Em 2010, tinha uma população de 212 habitantes, segundo os resultados do censo efetuado nesse ano.Sand Coulee tem uma estação de correios com o código zip 59472.

## Geografia
De acordo com o United States Census Bureau, a região censitária tem uma superfície de 6,79 km2, todos de terra firme.